# Antonio González Echarte
Antonio González Echarte é um engenheiro espanhol que trabalhou no projeto do Metro de Madrid.